# Коршунов, Анатолий Михайлович
Анато́лий Миха́йлович Ко́ршунов (урожденный Зильберборт; 23 марта 1933, Клязьма, Московская область — 2 января 2014) — советский и российский спортивный журналист, спортсмен и предприниматель.

## Биография

##### Спортсмен
Окончил Калининское военное училище (1952). Мастер спорта по современному пятиборью и фехтованию. Чемпион Первой Спартакиады народов РСФСР (1955). Бронзовый призёр Первой Спартакиады народов СССР (1956) по современному пятиборью в личном первенстве и серебряный призёр в командном. Выступал на соревнованиях в этот период под своей фамилией Зильберборт, которую позднее сменил. Являлся кандидатом в олимпийскую команду по пятиборью, но незадолго до начала Олимпиады в Мельбурне получил тяжелую травму
На одной из последних тренировок перед отъездом в Австралию Анатолий Коршунов получает тяжелейшую травму.
Неопытная лошадь сбросила наездника и наступила на него. Ужаснулись даже видавшие виды эскулапы — Коршунова доставили в госпиталь с тяжелым переломом ключицы и девяти ребер, сложнейшей травмой ноги. К слову сказать, последствия этой травмы юбиляр ощущает по сей день. Правда, вряд ли кто может сказать, что был свидетелем хоть одной жалобы Анатолия Михайловича на здоровье.

Уже лежа в гипсовой броне медицинского корсета, Коршунов узнает, что в Мельбурне наша команда пятиборцев завоевала золото. Для офицера Советской Армии Анатолия Коршунова спортивная карьера была закончена.

##### Журналист
В спортивной журналистике с 1960. Редактор отдела журнала «Спортивная жизнь России» (1960—1969). В газете «Советский спорт» с 1969 года, прошел путь от специального корреспондента до поста главного редактора, который занимал непродолжительное время осенью 1998 года. С 1992 года основатель и главный редактор газеты «Здоровый образ жизни». Основатель и генеральный директор журналов «Предупреждение» и «Предупреждение +». В газете «Советский спорт» освещал зимние ОИ 1972, 1976, 1980, 1992, 1994, 1998, летние ОИ 1980. Лауреат конкурсов ОКР, Госкомспорта РФ, Союза журналистов СССР и Федерации спортивных журналиСтов России. Лауреат высшей премии профессионального признания «Лучшие перья России 2002».

## Награды
- Благодарность Президента Российской Федерации (6 января 1997 года) — за высокие спортивные достижения на XXVI летних Олимпийских играх 1996 года[3].